# Bernd Sturmfels
Bernd Sturmfels (Kassel, 28 de março de 1962) é um matemático e informático alemão.
Foi professor da Universidade da Califórnia em Berkeley e é atualmente um dos diretores do Instituto Max Planck de Matemática nas Ciências em Leipzig.
Obteve o PhD em 1987 na Universidade de Washington e conjuntamente na Universidade Técnica de Darmstadt. Após dois anos de pós-doutorado no Institute for Mathematics and its Applications na Universidade de Minnesota e no Research Institute for Symbolic Computation da Universidade de Linz, lecionou na Universidade Cornell, tornando-se em 1995 professor da Universidade da Califórnia em Berkeley.

## Prêmios e honrarias
Para o Congresso Internacional de Matemáticos de 2022 em São Petersburgo está listado como palestrante convidado.